# Туризъм в Германия
Федерална република Германия има проспериращ туризъм.
Туризмът в Германия се развива и разширява след края на Втората световна война. Федералната република е 7-ата най-посещавана страна в света и 5-а най-посещавана в Европа. Провинцията показва пасищни местности, докато градовете създават чувство на модерност и същевременно класика.
По-важните туристически градове в страната са: Бамберг, Ротенбург об дер Таубер, Хайделберг, Вурцбург, Мюнхен, Тюбинген, Калв, Гослар, Любек, Аахен, Швангау и Дрезден.